# Hanna Grobler
Hanna Emilia Mikkonen, coniugata Grobler (Ruovesi, 15 gennaio 1981), è un'ex altista finlandese.
Vincitrice di 12 titoli nazionali nella disciplina tra il 1999 e il 2009.

## Palmarès
| Anno | Manifestazione    | Sede              | Evento        | Risultato | Prestazione | Note |
| ---- | ----------------- | ----------------- | ------------- | --------- | ----------- | ---- |
| 1998 | Mondiali juniores | Annecy            | Salto in alto | 15ª (q)   | 1,78 m      |      |
| 1999 | Europei juniores  | Riga              | Salto in alto | 9ª        | 1,82 m      |      |
| 2000 | Mondiali juniores | Santiago del Cile | Salto in alto | 15ª (q)   | 1,80 m      |      |
| 2001 | Europei under 23  | Amsterdam         | Salto in alto | 5ª        | 1,84 m      |      |
| 2003 | Europei under 23  | Bydgoszcz         | Salto in alto | 8ª        | 1,87 m      |      |
| 2005 | Mondiali          | Helsinki          | Salto in alto | 27ª (q)   | 1,80 m      |      |
| 2009 | Mondiali          | Berlino           | Salto in alto | 19ª (q)   | 1,89 m      |      |

## Altre competizioni internazionali
2003
- Bronzo in Coppa Europa (1st League) ( Lappeenranta), salto in alto - 1,86 m

2008
- Bronzo in Coppa Europa (1st League) ( Leiria), salto in alto - 1,88 m